# Jakob Hellman
Lars Jakob Olov Hellman, född 20 oktober 1965 i Sankt Matteus församling, Stockholm, är en svensk sångare och låtskrivare. Han fick stor uppmärksamhet 1989 med debuten …och stora havet, som dock inte fick någon uppföljare förrän 2021. Hellman har definierats som en vispopartist och Dagens Nyheter beskrev honom 2020 som en "popikon".

## Biografi

### Bakgrund
Hellman är född i Stockholm men uppvuxen i Vuollerim i Lappland. Han var i början av 1980-talet med i gruppen Ampere och spelade i mitten av samma årtionde i falubandet Fortune, där han bland annat skrev och sjöng låten "Hesitation".

### ...och stora havet(1989)
Hellman upptäcktes 1987 av Magnus Nygren på skivbolaget EMI. Under 1988 spelades debutskivan …och stora havet in.
När albumet kom ut i februari 1989 fick Hellman ett stort genombrott med framgångar som "Vara vänner" och "Hon har ett sätt". Hellman fick en Grammis för Bästa manliga rockartist 1989. Året innan hade han fått sin första Grammis som Årets nykomling 1988.

### Senare år
Efter ett par år i rampljuset drog Hellman sig tillbaka från musiklivet. Han har tolkat enstaka visor av Evert Taube, Cornelis Vreeswijk och Olle Adolphson på hyllningsskivor till dessa, och gjort ytterligare några få inspelningar med andra artister.
Hellman har gjort enstaka framträdanden sedan slutet av 1990-talet. Han spelade i Stockholm 1998 samt turnerade 1999 och 2003. I juli 2004 spelade han på Debaser i Stockholm. Sommaren 2008 spelade han med Magnus Carlson, Elin Sigvardsson och Sigge Hill Orkester i bland annat Norrköping och Västervik. Hellman var också gästartist i Augustifamiljen på Liseberg i september 2008.
I augusti 2010 medverkade Jakob Hellman i Allsång på Skansen och han deltog i en nostalgisk åttiotalsturné med Alphaville och Reeperbahn i sex svenska städer.
2011 gjorde Jakob Hellman en duett tillsammans med Magnus Ekelund, och låten "Utan er" finns med på Ekelunds svenska debutalbum Svart Flagg. De två har också vid ett flertal tillfällen framfört låten gemensamt, bland annat på Hellmans konsert på Kulturhuset i Stockholm 21 juli 2011. Samarbetet fortsatte på Hellmans vårturné 2012. Februari 2012 inledde Hellman 2012-turnén med löfte om att göra en ny skiva: "Jag kommer att spela in en ny skiva, men kan inte säga när," sa han till Alltomstockholm.se. I december 2013 gjorde Hellman ett framträdande på rockklubben Debaser, det årets enda framträdande. I juli 2014 planerades den nya skivan att ges ut "till våren". Hellman genomförde samma år en turné med 11 konserter. I oktober 2015 rapporterade Sydsvenskan att Hellman spelade in ny musik i Tambourine Studios tillsammans med bandet Eggstone.
2016 framträdde Hellman i TV-programmet Moraeus med mera. Samma år genomfördes enligt tidningen Västerbottens-Kuriren den "första egentliga Jakob Hellman-turnén sedan Kalasturnén 1999", 12 konserter tillsammans med bandet Nerverna. I mars 2017 gjorde Hellman ett framträdande på Malmö Live tillsammans med Malmö symfoniorkester. Under 2018 genomförde Hellman en turné med 10 konserter. I slutet av 2019 genomfördes jubileumsturnén "Äntligen borta – Istället för 30 år: Alltid" som ett trettioårsfirande av debutalbumet …och stora havet. Under 2020 medverkade Hellman i Så mycket bättre.

### Äntligen borta(2021)
Hellman fick, i ett antal intervjuer i årtionden efter att ...och stora havet släpptes 1989, ständigt frågor om huruvida en uppföljare var på gång; i en intervju med Expressen våren 2010 uttalade han att han skrev nya låtar. Ändå dröjde det många år till innan några nyskrivna låtar av Hellman släpptes. 15 oktober 2020 avslöjades dock att två nya låtar skulle släppas digitalt nästa dag, singeln "Jag kan inte säga hejdå till dig" tillsammans med låten "När jag går in nånstans och känner mig utanför," och Hellmans andra studioalbum Äntligen borta släpptes den 8 januari 2021.

### Privatliv
Han gifte sig med Karolina Hellman, född Svensson, i S:t Petri kyrka (Malmö) 19 juli 2014.
Han var i februari 2025 bosatt i Bunkeflostrand utanför Malmö . 

## Betydelse
Hellman har haft stort inflytande på svensk musik och en bred skara fans. När Aftonbladet 1999 listade århundradets femtio bästa svenska artister kom Hellman på 21:a plats. 1997 blev …och stora havet framröstad till den bästa svenska skivan genom tiderna i tidningen Nöjesguiden.

## Diskografi

### Album
- …och stora havet, 1989 (remastrad 1999, inklusive B-sidor, samt "Tältet", "Fritiof och Carmencita", "Tango i Nizza", "Tusen dagar härifrån", se nedan)
- Äntligen borta, 2021

### Singlar
- "Tåg/Som jag vill", 9 maj 1988
- "Vara vänner/Vägar hem", 10 januari 1989
- "Hon har ett sätt/Hon väntar på mej", 12 april 1989
- "Jag kan inte säga hej då till dig/När jag går in nånstans och känner mig utanför", 16 oktober 2020

### Övrigt
- "Tältet" av Cornelis Vreeswijk på Den flygande holländaren (1988)
- "Fritiof och Carmencita" och "Tango i Nizza" av Evert Taube på Taube (1990)
- "Tusen dagar härifrån" med Perssons Pack på Äkta hjärtan (1991)
- "We Aim to Please" körar på Brainpools album Painkiller (1995)
- "Lenas visa" och "Mina båtar" av Olle Adolphson på Dubbeltrubbel (2005)
- "Du min vän" framförd tillsammans med Nina Ramsby & Martin Hederos på Jazzen (2006)
- "Utan er" framförd tillsammans med Magnus Ekelund på Svart Flagg (2011)
- "Mitt elixir" framförd tillsammans med Kitok på Inland Empire (2019)